# Todd Edwards
Todd Edwards est un musicien américain de musique house né à Bloomfield (New Jersey) le 9 décembre 1972.
Bien qu'actif depuis le début des années 1990 et reconnu par les spécialistes de la house comme un compositeur influent, notamment pour son apport au UK garage,, il ne jouit pas de la réussite commerciale et doit attendre de collaborer en 2001 avec Daft Punk sur Face to Face, un morceau de l'album Discovery, pour obtenir une reconnaissance auprès d'un public plus large. Il collabore de nouveau avec le duo français sur le titre Fragments of Time de leur dernier album Random Access Memories.

## Discographie

### Albums
- Prima Edizione (1999)
- Nervous Innovator Series Vol 4/5 (2000)
- Full On (Volume 1) (2001)
- Full On (Volume 2) (2003)
- New Trend Sounds (2004)
- New Trend Sounds (Classics, Remixes & Beyond) (2004)
- Odyssey (2006)
- Full On (Volume 3) (2007)

### Singles
- F.O.T. (1994)
- Underground People (collab. DJ Shorty) (1995)
- Dancing For Heaven (1995)
- Stronger (1995)
- New Trends Sound (1995)
- Saved My Life (1995)
- Saved My Life (Remixes) (1995)
- Fly Away (One) (1996)
- Push The Love (1997)
- Never Far From You (1998)
- 41:13 (1998)
- The Prima EP (1998)
- One Day (collab. Tuff Jam) (1999)
- Look Out (1999)
- Incidental EP (2000)
- Shut The Door (2000)
- Show Me A Sign (2000)
- Saved My Life (2000)
- 2 EP (2001)
- Restless Soul (2001)
- Full On (Volume 1) (Unmixed) (2001)
- Shut The Door (Remixes) (2002)
- New Trends 2002 (2002)
- New Trends 1995 (2002)
- You Came To Me (2002)
- You're The One (2003)
- Beckon Call (2003)
- Face to Face (collab. Daft Punk) (2001)
- Full On (Volume 2) (Unmixed) (2003)
- Full On (Volume 2) (Remixes) (2003)
- Stop The Fighting (2003)
- Can't Live Without You (Reissue) (2003)
- Are You There (2003)
- Stormy Day (collab. Filthy Rich) (2004)
- Stormy Day (collab. Filthy Rich) (Remixes) (2004)
- Hold On To Me (2004)
- Winter Behaviour (2004)
- Who You Are (2004)
- When Your Alone (2004)
- New Trends Sounds 2004 (Part 1) (2004)
- New Trends Sounds 2004 (Part 2) (2004)
- New Trends Sounds 2004 (Part 3) (2004)
- Mystery (2005)
- Like A Fire (2005)
- Heaven (2005)
- No Scrubs (2005)
- The Journey (2006)
- Far Away (2006)
- Next To You (2007)
- I Might Be (2010)
- I Doubted You (2010)
- Stand Right Now (2010)
- Head Held High (2011)
- Shall Go EP (2012)
- Love Inside (2012)
- Searching EP (2012)
- "I Want You Back EP" Ft. Surkin (2012)
- Fragments of Time Ft. Daft Punk (2013)
- "Damaged Hearts" ft Tchami (2020)